# کائوچوک
کائوچوک (به قزاقی: Kauchuk) یک منطقهٔ مسکونی در قزاقستان است که در استان آلماتی واقع شده‌است.